# Malbouhans
Malbouhans és un municipi francès situat al departament de l'Alt Saona i a la regió de Borgonya - Franc Comtat. L'any 2007 tenia 383 habitants.

## Demografia

### Població
El 2007 la població de fet de Malbouhans era de 383 persones. Hi havia 160 famílies, de les quals 40 eren unipersonals (20 homes vivint sols i 20 dones vivint soles), 60 parelles sense fills, 52 parelles amb fills i 8 famílies monoparentals amb fills.
La població ha evolucionat segons el següent gràfic:
Habitants censats

### Habitatges
El 2007 hi havia 176 habitatges, 161 eren l'habitatge principal de la família, 6 eren segones residències i 9 estaven desocupats. 156 eren cases i 20 eren apartaments. Dels 161 habitatges principals, 129 estaven ocupats pels seus propietaris, 31 estaven llogats i ocupats pels llogaters i 1 estava cedit a títol gratuït; 1 tenia una cambra, 5 en tenien dues, 21 en tenien tres, 42 en tenien quatre i 92 en tenien cinc o més. 138 habitatges disposaven pel capbaix d'una plaça de pàrquing. A 59 habitatges hi havia un automòbil i a 86 n'hi havia dos o més.

### Piràmide de població
La piràmide de població per edats i sexe el 2009 era:
| Homes | Edats   | Dones |
| ----- | ------- | ----- |
| 0     | 95 o +  | 0     |
| 0     | 90 a 94 | 4     |
| 0     | 85 a 89 | 0     |
| 0     | 80 a 84 | 4     |
| 8     | 75 a 79 | 4     |
| 0     | 70 a 74 | 12    |
| 20    | 65 a 69 | 8     |
| 8     | 60 a 64 | 16    |
| 8     | 55 a 59 | 28    |
| 12    | 50 a 54 | 4     |
| 28    | 45 a 49 | 4     |
| 0     | 40 a 44 | 20    |
| 12    | 35 a 39 | 4     |
| 20    | 30 a 34 | 24    |
| 16    | 25 a 29 | 4     |
| 8     | 20 a 24 | 4     |
| 12    | 15 a 19 | 4     |
| 4     | 10 a 14 | 8     |
| 4     | 5 a 9   | 8     |
| 12    | 0 a 4   | 4     |

## Economia
El 2007 la població en edat de treballar era de 248 persones, 176 eren actives i 72 eren inactives. De les 176 persones actives 151 estaven ocupades (90 homes i 61 dones) i 25 estaven aturades (12 homes i 13 dones). De les 72 persones inactives 26 estaven jubilades, 15 estaven estudiant i 31 estaven classificades com a «altres inactius».

### Ingressos
El 2009 a Malbouhans hi havia 158 unitats fiscals que integraven 382 persones, la mediana anual d'ingressos fiscals per persona era de 16.115,5 €.

### Activitats econòmiques
Dels 16 establiments que hi havia el 2007, 1 era d'una empresa extractiva, 2 d'empreses de fabricació d'altres productes industrials, 7 d'empreses de construcció, 4 d'empreses de comerç i reparació d'automòbils, 1 d'una empresa de transport i 1 d'una empresa classificada com a «altres activitats de serveis».
Dels 10 establiments de servei als particulars que hi havia el 2009, 2 eren tallers de reparació d'automòbils i de material agrícola, 1 paleta, 3 guixaires pintors, 1 fusteria, 2 electricistes i 1 agència immobiliària.
Dels 2 establiments comercials que hi havia el 2009, 1 era una llibreria i 1 una botiga d'electrodomèstics.
L'any 2000 a Malbouhans hi havia 4 explotacions agrícoles.

## Equipaments sanitaris i escolars
El 2009 hi havia una escola elemental integrada dins d'un grup escolar amb les comunes properes formant una escola dispersa.

## Poblacions més properes
El següent diagrama mostra les poblacions més properes.